# 亨敦 (喬治亞州)
亨敦（英語：Hentown）是位於美國喬治亞州厄爾利縣的一個非建制地區。該地的面積和人口皆未知。

## 地理
亨敦的座標為31°16′49″N 84°50′12″W / 31.28028°N 84.83667°W，而該地的平均海拔高度為59米（即194英尺）。